# Noctua ronensis
Noctua ronensis är en fjärilsart som beskrevs av Harrison 1937. Noctua ronensis ingår i släktet Noctua och familjen nattflyn. Inga underarter finns listade i Catalogue of Life.